# 未來事件交易所
未來事件交易所是一個以網頁基礎的線上平台，目的是為了集合眾人的智慧預測未來發生各事件的可能性。網站由國立政治大學預測市場研究中心（隸屬國立政治大學國家發展研究所）與「未來事件交易股份有限公司」（xFuture Ltd.）合作，網路資源由未來事件交易公司提供，該公司由中華民國國家科學及技術委員會及國立政治大學持有部分股份。
但必須注意，由於未來事件交易所係以虛擬貨幣進行投注，與國外預測網站的金錢投注方式有明顯不同，故在某些預測事件上，投注者可能會有不理性行為（如：某投注標的已到不合理高點，但投注者在某些信念的支持，加上虛擬貨幣投注也不影響現實資產，故還是大量買進），最後導致預測失準。
2015年6月，風傳媒與三立新聞網傳出未來事件交易所1月份董監事改選由前中華民國國家安全局第六處處長彭仁岡出任董事長之消息。

## 簡介
國立政治大學預測市場研究中心、中央研究院資訊科學研究所和未來事件交易公司合作的未來事件交易所，為目前華文世界規模最大的預測市場網站。未來事件交易所自2006年7月22日正式上線營運，截至目前為止，吸引了來自121個國家、4,842個城市的訪客。其中，台灣所有的主要城市都有參與者，中國大陸的參與者來自858個城市以上，而美國參與者則來自1,921個城市以上。
未來事件交易所是建立在預測市場研究方法上的電子交易所，類似一般的「期貨市場」，讓參與者買賣「未來事件合約」的市場。交易者根據公開資訊、市場資訊或私有資訊對事件發展的預測下單，未來事件的真實結果會決定交易者的報酬，而合約價格可視為整體市場對該事件未來發展結果的預測。
迄2010年4月為止，未來事件交易所已經發行1,969個合約組、13,437個合約，累積了超過2億1千4百萬口的交易量。熱門合約包括：2006年北高市長選舉、2008年立委與總統選舉、2009年縣市長選舉、台灣股市、台灣房地產、美國聯邦資金利率、中國大陸經濟成長率與物價、美國運動比賽、台灣超級星光大道冠軍、2008北京奧運比賽。
2012年總統大選預測失準後，一般認為未來事件交易所「金字招牌」已經破產，未來事件交易所關站，目前又重新測試，原因不明。
2010年9月16日未來事件交易所發佈公告，表示因公司化轉型，所以暫時關站。本次關站風波，據信是因國立政治大學預測市場研究中心與未來事件交易所網站原開發商「御言堂有限公司」之間為智慧財產權與所有權之爭所致，此網站系統目前由未來事件交易公司負責維護及營運。
2014年縣市長選舉，未來事件交易所在22縣市中，預測18縣市準確，僅4縣市失準，準確率82%，較同一時期的民意調查，準確率較高。

## 交易方式
- 以期貨交易的方式進行，以各種未來事件為投資標的。
- 投資標的分為政治、財經、社會、兩岸、國際、運動、選舉、娛樂等。

## 相關
- 預言
- 預測市場

## 外部連結
- （繁體中文）未來事件交易所 （页面存档备份，存于）
- 未來事件交易所的Facebook專頁
- 未來運動交易所的Facebook專頁
- 未來事件交易所_台灣的新浪微博
- 未來運動交易所的Instagram帳戶
- YouTube上的未來運動交易所頻道